# Seán MacBride
Seán MacBride (irl. Seán Mac Giolla Bhríde, ur. 26 stycznia 1904 w Paryżu, zm. 15 stycznia 1988 w Dublinie) – polityk irlandzki.
W 1921 sprzeciwiał się podziałowi Irlandii. Od 1936 szef sztabu Irlandzkiej Armii Republikańskiej (IRA). W 1946 założył partię republikańską Clann na Poblachta. W latach 1948–1951 minister spraw zagranicznych Irlandii i wiceprzewodniczący Organizacji Europejskiej Współpracy Gospodarczej (OEEC).
W latach 1961–1975 pełnił funkcję przewodniczącego Amnesty International. Od 1974 do 1976 był komisarzem ONZ do spraw Namibii. Od 1977 przewodniczący grupy UNESCO do spraw komunikowania. Współautor jej raportu za rok 1980.
W 1974 otrzymał Pokojową Nagrodę Nobla, zaś w 1977 został wyróżniony Międzynarodową Leninowską Nagrodą Pokoju